# Sparnia williamsi
Sparnia williamsi är en insektsart som beskrevs av Frederick Arthur Godfrey Muir 1926. Sparnia williamsi ingår i släktet Sparnia och familjen sporrstritar. Inga underarter finns listade i Catalogue of Life.